# Waiting for the Morning to Come
Waiting for Morning to Come ist der Titel des vierten Studioalbums der US-amerikanischen Melodic-Hardcore-Band Being as an Ocean. Ursprünglich für den 9. Juli 2017 angekündigt, wurde die Veröffentlichung des Albums zunächst aus unbekannten Gründen nach hinten verschoben. Der Grund für eine Verschiebung des Albums war ein Rechtsstreit der Band mit ihrem Label Equal Vision Records bezüglich der Lizenzierung, was die Musiker dazu veranlasste sich aus dem Plattenvertrag zu kaufen und das Album zunächst auf digitaler Ebene in Eigenregie herauszubringen.
Das Album wurde am 8. September 2017 zunächst auf digitaler Ebene veröffentlicht; eine Herausgabe des Werkes auf CD und Schallplatte erfolgte am 3. November gleichen Jahres über Impericon Records, welches zuvor auch das zweite Album How We Both Wondrously Parish in Europa veröffentlicht hat.
Als Singleauskopplungen wurden Dissolve, Thorns und Black and Blue vorab veröffentlicht. Das insgesamt vierzehn Titel umfassende Album hat eine gesamte Spiellänge von 49 Minuten und 56 Sekunden.

## Hintergrund
Bereits während ihrer Teilnahme an der Warped Tour im Jahr 2015 begannen die Musiker mit den Schreiben neuer Stücke. Ende Februar des Jahres 2016 gab die Gruppe bekannt ihr bisheriges Label inVogue Records verlassen zu haben und zu Equal Vision Records gewechselt zu sein. Am selben Tag wurde mit Dissolve ein erster musikalischer Vorgeschmack präsentiert. Alleine das Schreiben dieses Liedes nahm ca. drei bis vier Monate in Anspruch. Ende des Jahres 2016 wurde das Album für den 9. Juni 2017 angekündigt.

### Rechtsstreit mit Equal Vision Records
Nachdem das Album nicht am vorher von der Band angekündigten Tag veröffentlicht wurde und auch eine Woche später keine Neuigkeiten über das Album bekannt wurden, wurde spekuliert, was zu der Verzögerung geführt haben könne. Laut einem Artikel von Kill Your Stereo gaben die Musiker an, bei Fragen über den Verbleib des Albums ihr Label Equal Vision Records zu kontaktieren, da diese das fertige Album besäßen.
Im Juli des Jahres 2017 wurde bekannt, dass die Musiker sich in einem Rechtsstreit mit ihrer Plattenfirma bezüglich der Lizenzierung der Lieder befände. Am 20. August 2017 gaben Being as an Ocean bekannt, sich aus den Vertrag mit dem Label gekauft zu haben und das Album zeitnah veröffentlichen zu wollen. Um sich aus dem Plattenvertrag freikaufen zu können, musste Tyler Ross seine gesamten Ersparnisse an das Label zahlen. In einem Interview mit dem Alternative Press erklärte Ross, dass er sich bereits zu Beginn des Jahres Gedanken gemacht habe, sich von ihrem Label trennen zu wollen.

### Veröffentlichung
Fünf Tage nach der Ankündigung, sich von ihrem Label Equal Vision Records getrennt zu haben, wurde mit Thorns ihre Single als Indie-Band und die insgesamt zweite Singleauskopplung nach Dissolve, dass bereits Anfang 2016 veröffentlicht wurde, herausgegeben. Ende August 2017 wurde mit Black & Blue die insgesamt dritte Single des Albums VERÖFFENTLICHT.
Das Album selbst wurde Ende August für den 8. September 2017 offiziell angekündigt. Allerdings gaben die Musiker bekannt, das Album bereits 36 Stunden vor der offiziellen Herausgabe zu veröffentlichen, wodurch das Album bereits am 6. September 2017 zunächst auf digitaler Ebene erschien. Eine Veröffentlichung auf physischer Ebene erfolgt am 3. November gleichen Jahres.

## Titelliste
| #   | Titel                                                      | Länge | Anmerkungen |
| --- | ---------------------------------------------------------- | ----- | ----------- |
| 1.  | Pink & Red                                                 | 1:36  |             |
| 2.  | Black & Blue                                               | 4:15  | 3. Single   |
| 3.  | Floating Through Darkness, They Seemed To                  | 0:47  |             |
| 4.  | Glow                                                       | 5:13  |             |
| 5.  | And Fade Away When Morning Came                            | 2:45  |             |
| 6.  | OK                                                         | 4:15  | 2. Single   |
| 7.  | As Though Each of My Problems Would Slip Away              | 1:18  |             |
| 8.  | Dissolve                                                   | 4:47  | 1. Single   |
| 9.  | Thorns                                                     | 3:50  | 4. Single   |
| 10. | eB tahT srewoP ehT                                         | 4:41  |             |
| 11. | Suddenly, I Was Alone                                      | 5:30  |             |
| 12. | Blacktop                                                   | 4:56  |             |
| 13. | I Saw Before Me, a Bright Red Light, and Silently I Stood, | 1:08  |             |
| 14. | Waiting for Morning to Come                                | 4:55  |             |

## Promotion
Zwischen dem 16. November und dem 10. Dezember 2017 spielen Being as an Ocean eine Europatournee, die von Stick to Your Guns und Silent Planet begleitet wurde. Diese führt unter anderem durch das Vereinigte Königreich, Deutschland, Österreich und die Schweiz. Im Januar 2018 spielt die Band mit Stick to Your Guns eine gemeinsame Tournee durch Australien, wobei beide Gruppen auch auf dem UNIFY Gathering auftreten.

## Erfolg

### Kommerziell
Eine Woche nach der Veröffentlichung auf digitaler Ebene konnte sich Waiting for Morning to Come knapp mehr als 1.200 mal in den Vereinigten Staaten verkaufen, wodurch ein Charteinstieg verwehrt blieb.